# Muhammad Naqi Mallick
Muhammad Naqi Mallick (* 12. Juli 1928) ist ein ehemaliger pakistanischer Radrennfahrer.

## Sportliche Laufbahn
Muhammad Naqi Mallick nahm dreimal an Olympischen Spielen teil. Er war im Bahnradsport und im Straßenradsport aktiv. 1948 in London war er im Sprint im Hoffnungslauf ausgeschieden. 1952 in Helsinki scheiterte im Sprint im Vorlauf gegen Enzo Sacchi. Im olympischen Straßenrennen war er ausgeschieden. 1956 in Melbourne beendete er das Straßenrennen nicht. In der Mannschaftswertung des Straßenrennens kam Pakistan mit Din Meraj, Shazada Muhammad Shah-Rukh, Muhammad Naqi Mallick und Saleem Farooqi nicht in die Wertung, da keiner der Fahrer das Rennen beendete. In der Mannschaftsverfolgung war Pakistan in der Qualifikation ausgeschieden.